# 962 (numero)
Novecentosessantadue (962) è il numero naturale dopo il 961 e prima del 963.

## Proprietà matematiche
- È un numero pari.
- È un numero composto con 8 divisori: 1, 2, 13, 26, 37, 74, 481, 962. Poiché la somma dei suoi divisori (escluso il numero stesso) è 634 < 962, è un numero difettivo.
- È un numero sfenico.
- È un numero nontotiente (per cui la equazione φ(x) = n non ha soluzione).
- È un numero odioso.
- È un numero palindromo e un numero ondulante nel sistema posizionale a base 31 (101).
- È un numero palindromo e un numero a cifra ripetuta nel sistema posizionale a base 36 (QQ).
- È un numero intero privo di quadrati.
- È un numero colombiano nel sistema numerico decimale.
- È parte delle terne pitagoriche (62, 960, 962), (312, 910, 962), (370, 888, 962), (638, 720, 962), (962, 1200, 1538), (962, 6216, 6290), (962, 17784, 17810), (962, 231360, 231362).

## Astronomia
- 962 Aslög è un asteroide della fascia principale del sistema solare.
- NGC 962 è una galassia ellittica della costellazione dell'Ariete.

## Astronautica
- Cosmos 962 è un satellite artificiale russo.